# توووویتسه (استان ماسوویان)
توووویتسه (به لهستانی:  Tułowice) یک منطقهٔ مسکونی در لهستان است که در گمینا بروخوو واقع شده‌است. توووویتسه ۳۵۰ نفر جمعیت دارد.